# El Picador
El Picador   è un comune (corregimiento) della Repubblica di Panama situato nel distretto di Cañazas, provincia di Veraguas. Si estende su una superficie di 161,9 km² e conta una popolazione di 3.065 abitanti (censimento 2010).